# Альбадр Бандар Конг
Футбольний клуб Альбадр Бандар Конг або просто Альбадр (перс. باشگاه فوتبال البدر) — професіональний іранський футбольний клуб з міста Конг. Зараз команда виступає в третьому дивізіоні чемпіонату Ірану.

## Історія
Заснований у 2007 році. У 2011 році клуб придбав ліцензію для участі у другому дивізіоні у клубу «Аріяна Гостар Кіш». За підсумками сезону 2014/15 років постів 10-те місце в групі A другого дивізіону чемпіонату ірану й вилетів до нижчого дивізіону, де й виступає на даний час.

## Досягнення
- Ліга 2
  -  Срібний призер (1): 2012/13

## Статистика виступів у національних турнірах
| Сезон   | Ліга          | Місце | Кубок Хазфі  | Примітки   |
| ------- | ------------- | ----- | ------------ | ---------- |
| 2011–12 | Ліга 2        | 11-те | Третій раунд |            |
| 2012–13 | Ліга 2        | 2-ге  | Не стартував | Підвищення |
| 2013–14 | Ліга Азадеган | 11th  | Не стартував | Вибув      |
| 2014–15 | Ліга 2        | 10-те | Третій раунд | Вибування  |

## Відомі гравці
- Омід Аболхассані